# Apolonia du Saint-Sacrement
Apolonia Lizárraga Ochoa de Zabalegui (18 avril 1867 - 8 septembre 1936), en religion mère Apolonia du Saint-Sacrement est une religieuse carmélite, supérieure de la congrégation des Carmélites de la Charité qui fut découpée vivante et jetée aux porcs lors de la Guerre d'Espagne à Barcelone par les milices républicaines lors de la terreur rouge.
Elle a été déclarée martyre de la foi par l'Église catholique et béatifiée par Benoît XVI en 2007 en même temps que 498 autres personnes espagnoles, également décédées lors de ce conflit. Sa fête religieuse est fixée le 6 novembre, en même temps que 64 autres personnes, déclarées martyres de la Guerre d'Espagne.

## Biographie

### Enfance
Apolonia Lizárraga Ochoa de Zabalegui est née dans la maison de Perez de Obanos située dans le village de Lezáun, le Jeudi saint 1867 (soit le 18 avril). Elle est baptisée en urgence sa famille craignant pour sa survie.
Jeune fille, Apolonia, qui a une tante religieuse bénédictine dans le couvent d'Estella, pense un moment la rejoindre. Mais après une retraite faite sous la direction du père Echeverría, elle annonce à son père « J'ai réalisé que ma vocation est apostolique, je souhaiterai connaitre les Carmélites de la Charité à Vitoria. ». Après leur avoir rendu visite, son choix est fait : elle déclare à son père « Père, je dois aller me joindre à elles. »

### Entrée au Carmel
À l'âge de 19 ans, le 16 juillet 1886, elle entre au noviciat sous le nom de Sœur Apolonia du Saint Sacrement. Elle sera régulièrement appelée sœur Sacramento (sœur du Saint Sacrement). Le 18 juillet 1888 elle prononce ses vœux temporaires.
Elle est envoyée en Estrémadure pour étudier l'enseignement, puis elle va enseigner dans les écoles de Trujillo et Villafranca de los Barros. Elle devient très vite la supérieure de la communauté de Séville. En 1909, elle est à Vic (situé près de Barcelone, dans cette ville se trouve la maison mère de la congrégation) lors de la tentative de révolution où plusieurs églises sont incendiées.
Sa spiritualité carmélitaine est centrée sur la dévotion au Saint Sacrement (en particulier dans le Cœur eucharistique de Jésus), la dévotion à Notre-Dame du Mont-Carmel et à saint Joseph. Sa devise était « La confiance contre toute confiance et l'espérance contre toute espérance ».

### Supérieure de la congrégation
En 1911 elle est nommée au conseil d'administration de la congrégation. En 1923, elle est élue Supérieure général des Carmélites de la Charité. Sœur Apolonia dépense beaucoup d'énergie et de zèle pour étendre sa fondation tant en Espagne (Vigo, Leon, Murcie et Alcoy), qu'à l'étranger (à Bueno Aires, en France).
De façon prémonitoire elle écrit en 1932 : « Ici, nous nous préparons à des événements désagréables, mais il ne se produira rien avant que Dieu ne le permette ; nous sommes à Lui, et Il prendra soin de nous. » En 1935, elle écrit à ses communautés: « Ayez beaucoup de confiance et de consolations dans le Sacré Cœur de Jésus, la Sainte Vierge et saint Joseph, à qui j'ai confié les religieuses, les collèges et tous nos biens. Ils ne nous abandonneront pas. Si nous leurs sommes fidèles et les aimons de plus en plus... Ils nous donneront leurs grâces pour tout ce que nous aurons à souffrir. ». Au printemps 1936 elle écrit : « Tout le monde dit que des choses terribles sont attendues et il y a une panique générale ; des moments de vraie persécution contre Dieu, et bien sûr, les premières qui devrons subir les conséquences sont nous, les religieuses, enfin, béni soit Dieu qui le permet ainsi. Il nous donnera la force. ».

### Le début des persécutions
Le début de la persécution religieuse démarre au début de l'été 1936. Mère Apolonia recherche des maisons pour cacher ses religieuses, en particulier les novices. Elle vide ainsi partiellement son institut mais sans pouvoir parvenir à évacuer toutes ses religieuses avant l'arrivée des miliciens. Le 20 juillet, Mère Apolonia enlève le Saint Sacrement de l'église et l'installe dans l'oratoire où elle organise une veillée de prière toute la nuit (avec les religieuses encore présentes). Le lendemain, des camions venant de Barcelone amènent à Vic des miliciens qui commencent à piller et brûler les églises et les couvents. Ils brûlent également les tableaux et statues religieuses.
À 16 h, des miliciens viennent frapper à la porte de l'établissement et ordonnent de faire évacuer toutes les religieuses à l'exception de la supérieure. L'une d'elles étant malade et alitée, mère Apolonia demande l'aide d'un volontaire (milicien) pour transporter la malade, ce qui lui est accordé. Après cela les miliciens procèdent à un minutieux inventaire des lieux, et la mère supérieure va jusqu'à leur servir un rafraichissement. Mais peu de temps après leur départ, une nouvelle vague de miliciens débarque dans les bâtiments et commence à les saccager.
Restée seule dans les locaux, elle est réveillée en pleine nuit par des miliciens qui lui annoncent qu'ils vont mettre le feu aux bâtiments. Elle quitte donc la maison mère de sa congrégation en civil, cherchant refuge chez des voisins. Elle change plusieurs fois de cachette et le 2 août, elle finit par se rendre à Barcelone chez une cousine. Elle se rend chez le père d'une de ses carmélites qui lui apprend que le consulat italien propose de recueillir toutes les religieuses et de les embarquer pour leur faire quitter la ville. Don Antonio Tort, qui la cache dans sa maison, lui révèle qu'il cache également l'évêque Irurita. Durant la nuit, deux nouvelles carmélites viennent se cacher dans la maison, et le lendemain, Mère Apolonia décide de quitter ce lieu pour se rendre dans la maison Darner.

### Arrestation et martyre
Les autorités républicaines ayant modifié les règles d'émigration des religieuses, le projet de départ vers l'Italie se voit contrarié car il nécessite maintenant une autorisation. Le 7 septembre, les miliciens viennent au domicile des Darner et arrêtent Mme Darner ainsi que mère Apolonia. Les deux femmes sont relâchées et rentrent chez elles. Mais durant la nuit, les miliciens reviennent les chercher. Elles tentent de se cacher, mais elles sont découvertes. Les femmes parviennent à échapper aux miliciens. N'ayant pas d'autre refuge, elles se rendent chez la cousine Ochoa. Les miliciens s'y rendent, les retrouvent, et les arrêtent à nouveau avec un prêtre et les deux cousines. Tous sont amenés rue Provenza pour un contrôle, puis elles sont amenées pour interrogatoire au couvent San Elias (transformé en prison). Ce centre de détention était surnommé la torre della morte (en français : « la tour de la mort »).
Sa sœur Boniface a raconté que dans cette prison, le chef était un homme surnommé « le bossu » qui était connu pour nourrir ses cochons avec de la chair humaine. L'exécution de mère Apolonia a été relatée par d'autres témoins (deux miliciens républicains) qui ont raconté qu'elle a été amenée dans un patio par les miliciens, déshabillée puis attachée pieds et poings et suspendue à un crochet sur le mur de la cour. Puis, avec une scie, ceux-ci l'ont découpée vivante jetant ses membres et son corps à des porcs. Les témoins ont indiqué que pendant son martyre, elle priait pour ses bourreaux. Après avoir bien nourri les cochons, les miliciens ont tué les porcs pour en faire des saucisses qu'ils ont vendues en disant qu'il s'agissait de « saucisse de nonne ».

## Béatification
Mère Apolonia est reconnue par l’Église comme martyre de la foi le 22 juin 2004. Dans la déclaration du Vatican, elle est associée à 64 autres personnes tuées « en haine de la foi », lors de la guerre d'Espagne entre 1936 et 1937.
Elle est béatifiée le 28 octobre 2007 par le pape Benoît XVI. Le Vatican l'a inscrite au catalogue des bienheureux en même temps que 498 autres serviteurs de Dieu, également déclarés morts en martyrs de la guerre d'Espagne. La date de la fête de la bienheureuse Apolonia et de 64 de ses compagnons martyrs (également béatifiés), a été fixée au 6 novembre.

## Sources
- (en) « 8 de septiembre de 1936 Cruel Martirio de sor Apolonia Lizarrag, superiora de las Carmelitas de la Caridad » [PDF], sur hispaniamartyr.org, Hispania Martyr (consulté le 3 février 2015)[réf. obsolète].